# C-40 (Ernesto Aguirre Colorado)
C-40 (Ernesto Aguirre Colorado) es una localidad del municipio de Huimanguillo ubicado en la subregión de la Chontalpa del estado mexicano de Tabasco.

## Geografía
La localidad de C-40 (Ernesto Aguirre Colorado) se sitúa en las coordenadas geográficas 17°55′51″N 93°30′31″O / 17.930833, -93.508611, a una elevación de 17 metros sobre el nivel del mar.

## Demografía
Según el Conteo de Población y Vivienda 2020, efectuado por el Instituto Nacional de Estadística y Geografía, la localidad de C-40 (Ernesto Aguirre Colorado) tiene 4,303 habitantes, de los cuales 2,188 son del sexo masculino y 2,115 del sexo femenino. Su tasa de fecundidad es de 2.75 hijos por mujer y tiene 1,076 viviendas particulares habitadas.
| Gráfica de evolución demográfica de C-40 (Ernesto Aguirre Colorado) entre 1980 y 2020 |
|                                                                                       |
| INEGI.                                                                                |